# René Dunan (pédagogue)
Pour les articles homonymes, voir René Dunan.
René Dunan est un enseignant et un pédagogue français, né le 12 novembre 1793 à Nantes et mort le 7 mai 1885 dans la même ville. Il est le fondateur d'une institution pour les enfants sourds à l'origine de l'institut La Persagotière et premier directeur sourd d'une école en France (1825).

## Biographie

### Origine et formation
Les parents de René Dunan tiennent une épicerie dans la rue Crébillon.
Il suit, à Paris, des études à l'Institut National des Sourds-Muets dont le directeur, à  cette époque, est Roch-Ambroise Cucurron Sicard, dit l'abbé Sicard, disciple et successeur de l’abbé de L'Épée à sa mort en 1789. Ses professeurs sont Jean Massieu et Laurent Clerc[réf. souhaitée].

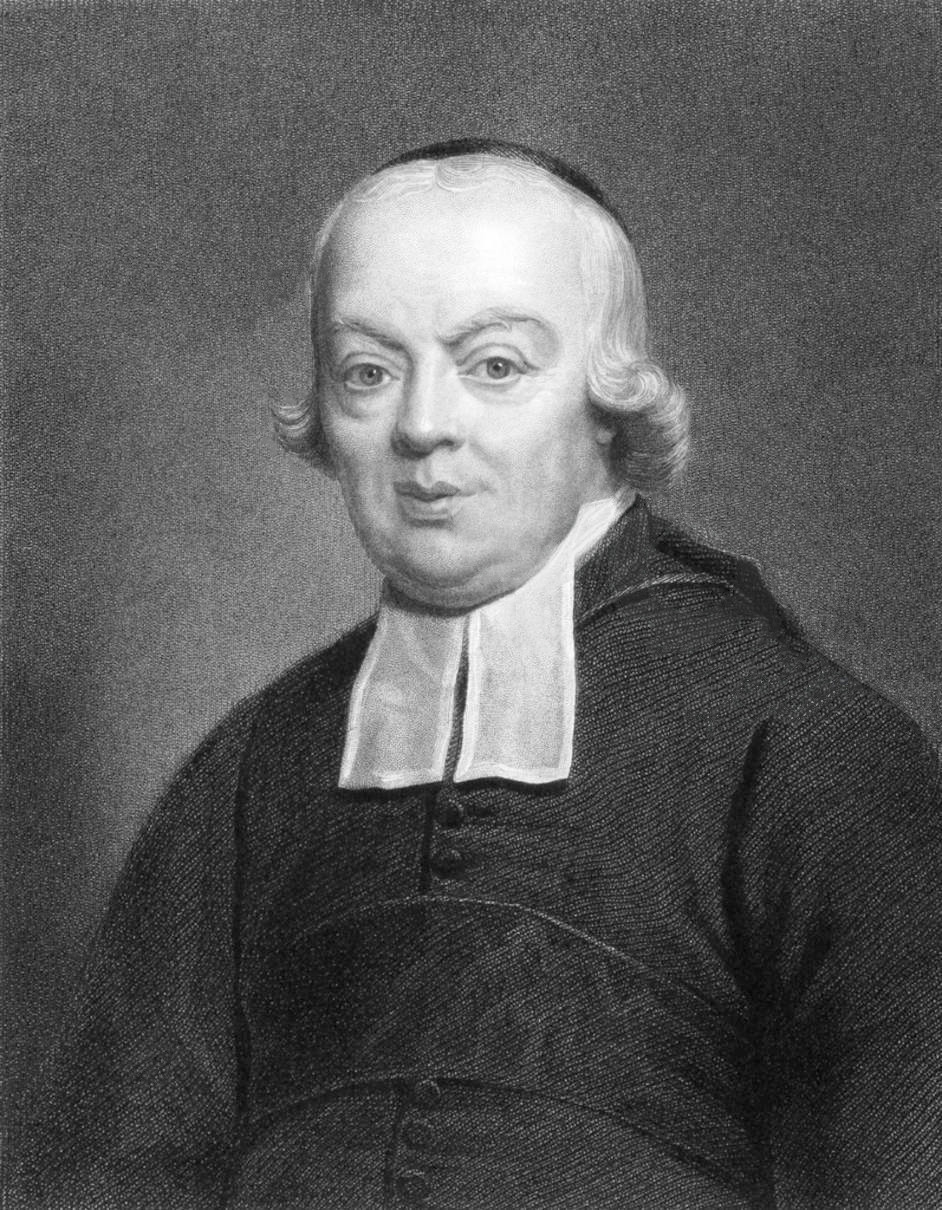
Charles-Michel de L'Épée, dit l'abbé de L'Épée (1712-1789).

### Fondation de l'école Dunan
Autour de 1820, il assure la formation d'une douzaine de sourds dans sa maison natale, au 1 rue Crébillon, et, en 1824, y fonde une première école de sourds-muets, où il accueille tous les jours six élèves. En 1825, il enseigne dans l'hospice du Sanitat, et est directeur.
En décembre 1824, le conseil municipal de Nantes s'intéresse à son œuvre et en 1826, lui accorde une subvention crédit de cinq cents francs. René Dunan présente le projet de fondation d'une véritable institution pour les sourds-muets, car sa maison est insuffisante pour héberger les élèves qui sont, pour les garçons, accueillis à l'hospice du Sanitat tandis que les filles sont placées à la Maison de la Providence sous la surveillance des sœurs de la Sagesse, sous le contrôle éducatif de René Dunan.
Dès 1827, les Frères de Saint Gabriel s’occupent seuls du quartier des garçons.

### L'officialisation
En 1833, le Conseil Général fonde dix bourses départementales et approuve le projet d'utiliser le pavillon d'une ancienne abbaye de bénédictins : le prieuré Saint-Jacques dans le village de Pirmil, transformé à cette époque en hospice pour vieillards, orphelins et aliénés, comprenant une chambre pour l'instituteur, une salle de classe et deux dortoirs de 12 à 15 élèves.
En 1834, René Dunan recherche un adjoint pour le seconder dans sa tâche d'enseignant. Il trouve un cordonnier auquel il apprend la langue des signes. Mais on n'a aucune trace de son recrutement par la commission administrative des hospices.
Vers 1834-1835, la municipalité de Nantes obtient du conseil général de la Loire-Inférieure le transfert de l'école à l'Hospice général de Saint-Jacques qui vient d'être construit. Le statut officiel de l'école devient, le 1er août 1835, celui d'une Institution Départementale. Le 23 mars 1840, la commission rédige un règlement de discipline intérieure pour l'établissement des sourds-muets.
L'administration des hospices de Nantes envisage, en 1842, de développer l'œuvre de René Dunan, qui est toujours seul à enseigner et pour qui la situation devient de plus en plus difficile malgré sa volonté de continuer. L'administration envisage de lui trouver des successeurs.

### La fermeture de l'école Dunan
Il y a une réorganisation de l'enseignement des élèves de René Dunan en 1843 :
- Les garçons restent à Nantes avec les Frères de Saint Gabriel, et sont rejoints par les boursiers du Finistère, du Morbihan et de la Vendée. Les locaux deviennent insuffisants : les Frères cherchent un autre établissement.
- Les filles partent le 2 novembre à Auray avec les Sœurs de la Sagesse de l'Institut de Sourds-Muets.

Le 11 octobre, la Préfecture décide de congédier René Dunan de ses fonctions d'enseignant et de directeur. Le 16 novembre, le Conseil municipal demande l'ouverture de nouveaux crédits pour l'installation des trois Frères capables d'enseigner aux sourds-muets. Le Conseil invite l'administration à s'occuper de la situation du professeur René Dunan.

### Retraite de René Dunan et création de la Persagotière
René Dunan s'installe seul au bourg de Carquefou (actuelle banlieue Nord-Est de Nantes). Ses parents lui auraient légué la maison. Il s’y met à peindre des paysages, des scènes de chasse et un autoportrait.
Son école est transférée dans le domaine de La Persagotière dans les quartiers Sud de Nantes, en 1856, achetée par le Conseil Général du département de Loire Inférieure pour la somme de 95 000 Francs — après l'avis favorable de l’architecte Saint-Félix Seheult. Ce lieu, proche de l'hôpital Saint-Jacques, est pourvu d'un espace qui convient aux besoins des élèves.
Il rencontre le directeur de ce nouvel établissement, le Frère Louis (de son vrai nom : Louis-Augustin Cailleau, né en 1823 et mort en 1890), dont la générosité permet à René Dunan de s'installer dans une chambre de La Persagotière, où il bénéficie de soins attentifs. Il y profite d'une longue et paisible vieillesse. Il meurt le 7 mai 1885 dans sa maison, au no 20 du « chemin de Vertou » (actuelle rue Frère-Louis), près des bords de la Sèvre nantaise, non loin l'institut.

## La Persagotière
Quatre ans plus tard, les directeurs et les professeurs sourds sont mis à l'écart des jeunes sourds afin que ces derniers grandissent sans gestes, car le congrès de Milan a censuré la langue des signes.
Cet interdit a duré près d'un siècle, jusqu'à ce que Simone Veil, alors ministre des Affaires sociales et de la Santé, le lève partiellement en 1977.
La Persagotière est de nos jours un institut médico-social public, régi par les dispositions de la loi 2002.2 rénovant l’action sociale et médico-sociale. Il accueille toujours des jeunes sourds et malentendants, des jeunes ayant des troubles complexes du langage, avec ou sans handicap associé.

## Hommages

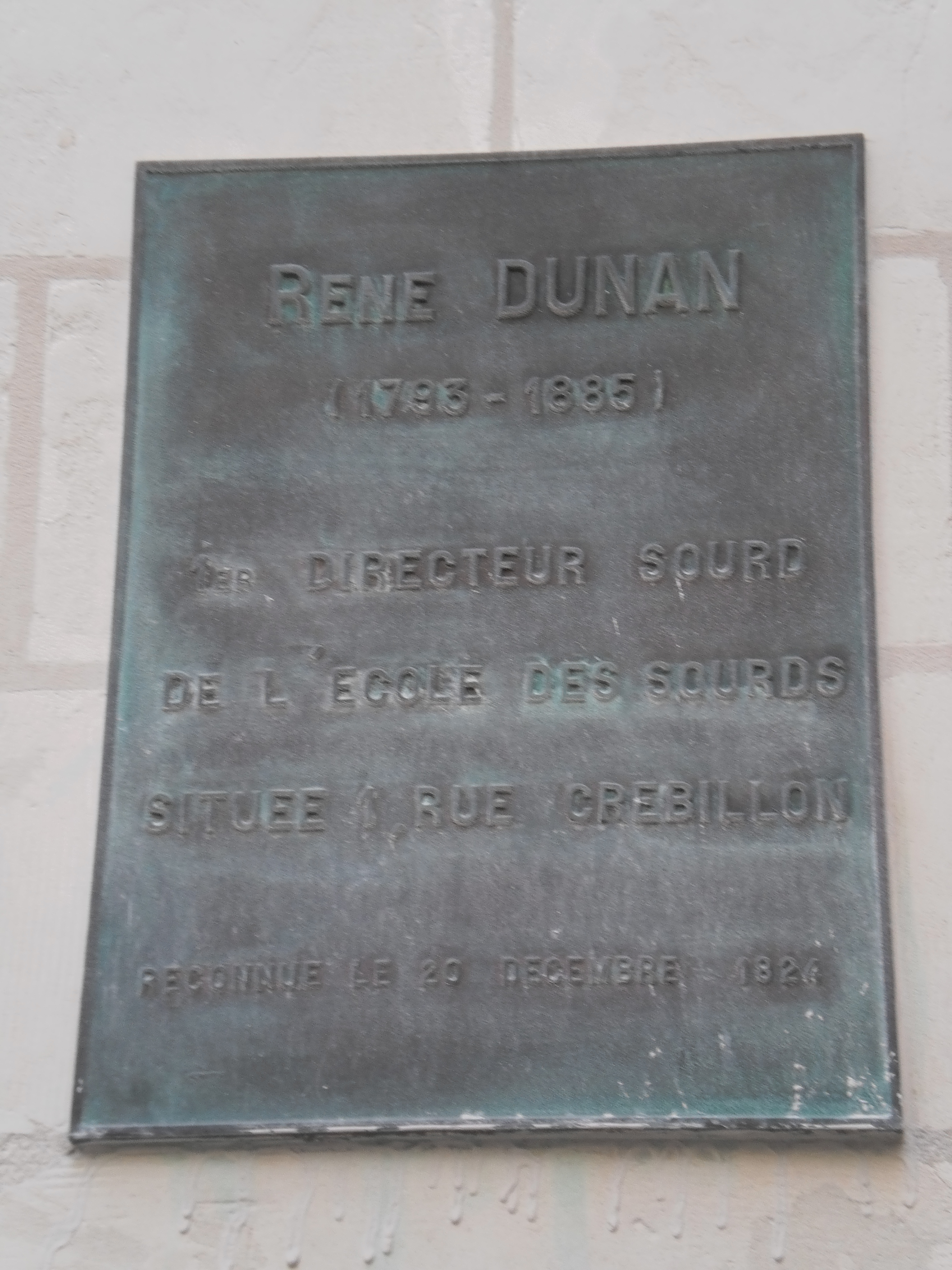
Plaque commémorative de la rue Crébillon (Nantes)

- Une variété de poire, la poire René Dunan, créée par son successeur Louis-Augustin Cailleau (Frère Louis) à La Persagotière, porte son nom.
- Le 14 novembre 1998 à Nantes, une plaque est dévoilée, dans l’angle de la rue Crébillon et de la rue de Guérande, en hommage au fondateur et premier directeur sourd.
- Le 12 novembre 2005 a lieu un autre hommage à René Dunan[Quoi ?][4].
- Les 22 et 23 novembre 2008, le Festi’Dunan 2008 a lieu à Thouaré-sur-Loire (à 10 km de Nantes) à l'occasion du 10e anniversaire de l'hommage à René Dunan et des retrouvailles entre anciens élèves sourds de La Persagotière[5].
- Une rue René Dunan porte aujourd'hui son nom à Nantes, sur le site de La Persagotière.